# Arthur Kaufmann
Arthur Kaufmann (Iași, 4 aprile 1872 – Vienna, 25 luglio 1938) è stato un giurista e scacchista austriaco.

## Biografia
Arthur Kaufmann era il secondogenito di una benestante famiglia di commercianti ebrei di Jassi, Romania. Durante la sua giovinezza si trasferì con la madre, il fratello Ludwig e la sorella Malwine a Vienna, dove in seguito s’iscrisse alla facoltà di giurisprudenza. Durante gli anni universitari seguì anche seminari di storia della letteratura e della filosofia. Si laureò nel 1896. Dopo un breve praticantato, le sue agiate condizioni economiche gli consentirono di ritirarsi a vita privata e di vivere di rendita. Kaufmann si riteneva prima di tutto un filosofo. Per decenni si dedicò al progetto di una grande opera filosofica che comprendeva Kant e Goethe, e che tuttavia non arrivò mai a pubblicare. La sua unica pubblicazione fu un saggio sulla Teoria della relatività di Albert Einstein.
Lavorò anche a una favola filosofica, che andò perduta insieme a tutto il suo lascito letterario. Kaufmann era un assiduo frequentatore del Circolo viennese di scacchi e ottenne, come scacchista, numerosi riconoscimenti internazionali. Per motivi sconosciuti abbandonò il gioco degli scacchi nel 1917. Con il suo miglior risultato, 2637 punti Elo, occupava nel gennaio 1917 l’ottavo posto nella graduatoria mondiale. Una profonda amicizia lo legava allo scrittore austriaco, Arthur Schnitzler, che nei suoi diari annotava regolarmente i suoi incontri con l’amico e la sua ammirazione per il suo carattere e la sua personalità. Nel suo testamento Schnitzler lo nominò, insieme a Richard Beer-Hofmann, consulente del figlio Heinrich per tutte le questioni concernenti il suo lascito letterario. Ed è proprio questo lascito, insieme alle annotazioni contenute nei diari e nelle lettere, a costituire la più importante fonte d’informazioni sulla vita e sul pensiero di Kaufmann.
A causa della Prima guerra mondiale, Kaufmann perdette buona parte del suo patrimonio e si trasferì con la sorella Malwine in un primo tempo a Mariazell (1918/19) e in seguito, nel periodo 1920-1922, ad Altaussee dove il costo della vita era considerevolmente inferiore rispetto a quello della città. Dal 1923 Kaufmann fu ospite per circa dieci anni della famiglia dei grandi industriali Gutmann nel loro castello di Würting, vicino a Lambach, nell’Austria superiore, prima di tornare definitivamente a Vienna nel suo appartamento (anche il fondatore dell’Unione Paneuropea, Richard Nikolaus di Coudenhove-Kalergi poté godere dell’ospitalità della famiglia nello stesso castello). Kaufmann morì il 25 luglio 1938 in seguito a una crisi cardiaca, come si legge nel certificato di morte. Secondo Urcan/Braunwarth alcune circostanze porterebbero a ipotizzare un suicidio.
Venne sepolto nel settore ebraico del Cimitero Centrale di Vienna. La sua tomba venne distrutta durante un bombardamento. Nel suo testamento aveva nominato come sue eredi le nipoti Alice Kaufmann e Sophie Kaufmann (figlie del fratello Ludwig Kaufmann) che all’apoca, e anche in seguito, vivevano a Parigi, in rue Molitor 56. Tutti i tentativi di trovare il lascito letterario di Kaufmann o del materiale fotografico sono ad oggi senza risultato.

## Pubblicazioni
- Arthur Kaufmann: Zur Relativitätstheorie. Erkenntnistheoretische Erörterungen. In: Der neue Merkur 3, 1919/20, S. 587–594.